# Enrique Peñalosa
Enrique Peñalosa Londoño (* 30. srpna 1954, Washington, D.C.) je kolumbijský politik. Mezi lety 1998 a 2001 byl starostou Bogoty, v roce 2015 byl následně opět zvolen na období 2016 až 2019. Pracoval také jako novinář a konzultant v oblasti městské a dopravní politky. V roce 2009 byl zvolen předsedou výkonné rady Institutu pro dopravní a rozvojovou politiku, nestátní neziskovou organizaci se sídlem v New Yorku. Z postu rezignoval v roce 2015 v souvislosti se svojí opětovnou kandidaturou na starostu Bogoty.

## Dětství a vzdělání
Peñalosa se narodil ve Washingtonu, D.C. Cecilii Londoño a Enrique Peñalosa Camargovi, který byl bývalým ministrem zemědělství OSN a stálým vyslancem pro Kolumbii u OSN. Rodina se přestěhovala do USA v souvislosti s otcovou prací, když bylo Enriqovi 15 let. Enrique navštěvoval Duke University prostřednictvím stipendia pro fotbalisty, na této škole získal bakalářský titul v ekonomii a historii.

## Politické angažmá
Peñalosa působil v různých pozicích v týmech kolumbijských politiků. V roce 1990 se jako nezávislý stal členem kolumbijského zákonodárného sboru – Kongresu, nicméně po roce ve funkci skončil v souvislosti se změnami danými novou kolumbijskou ústavou. Během dvanácti měsíců v úřadu byl nicméně velice aktivní. V roce 1991 se poprvé rozhodl kandidovat na starostu Bogoty, nicméně nakonec prohrál v souboji s Jaimem Castrem. V dalších volbách v roce 1994 opět prohrál, tentokrát s Anastasem Mockusem, a to se značným rozdílem počtu hlasů.
V roce 1997 se na třetí pokus díky těsnému vítězství nad Carlosem Moreno de Caro stal starostou Bogoty. Město převzal v dobré finanční kondici.
Spekulovalo se o něm jako o možném prezidentském kandidátovi pro volby v roce 2010, ale Peñalosa se místo toho rozhodl pokusit opět získat místo starosty Bogoty ve volbách v roce 2007, nicméně prohrál proti Samuelovi Morenovi. V roce 2011 opět prohrál ve volbách na starostu Bogoty proti Gustavovi Petrovi.
V roce 2014 kandidoval za kolumbijskou stranu zelených na úřad prezidenta, ale neuspěl.
V roce 2015 se mu pak opět podařilo získat post starosty Bogoty.

## Ocenění
- Simón Bolívar Journalism Award 1986 za jeho rubriku orientovanou na ekonomii v deníku El Espectador
- Simón Bolívar Journalism Award 1990 za dokumentární film Capitalismo, la mejor opción.

### Monografie
- Capitalismo: ¿La mejor opción?
- Democracia y Capitalismo: retos para el próximo siglo

### Filmy
- Capitalismo, la mejor opción (dokumentární, 1990)

### Novinářská činnost
Peñalosa psal pro El Tiempo, Nueva Frontera, Economía Colombiana, Carta Financiera a Revista Diners.